# 王之臣 (嘉靖戊戌進士)
王之臣（1509年—？年），字原孝，四川順慶府南充縣人，明朝政治人物。

## 生平
四川鄉試第三名，嘉靖十七年（1538年），登戊戌科進士第三甲第四十三名。曾官直隸保定府定興縣、新安縣知縣。三十一年任江西饒州府知府，升按察司副使，三十八年正月考察闲住。

## 家族
曾祖王能；祖父王充，曾任訓導 封按察司僉事；父王棟，曾任湖廣布政司右參議進階朝列大夫。母趙氏（封宜人）。慈侍下，兄学文、勤、之民、学儒、之乡、舒，弟之宾、之祜。